# Hercegovščak
Hercegovščak este o localitate din comuna Gornja Radgona, Slovenia, cu o populație de 134 de locuitori.